# Ars-Laquenexy
Ars-Laquenexy (in tedesco Ars bei Kenchen) è un comune francese di 929 abitanti situato nel dipartimento della Mosella nella regione del Grand Est.

## Società

### Evoluzione demografica
Abitanti censiti